# Окано (песма)
Окано је песма коју пева Здравко Чолић, српски певач. Песма је објављена 2000. године на албуму Окано и прва је песма са овог албума.

## Текст и мелодија
Песма Окано је ауторско дело, чији су текст написали Марина Туцаковић и Момчило Бајагић Бајага.
Музику за песму радио је сам Чолић, а аранжман Слободан Марковић и Чолић.

## Спот
Музички видео је на Чолићев званични Јутјуб канал отпремљен 15. април 2013. године.